# Syndroom van Kallmann
Het syndroom van Kallmann is een aangeboren afwijking waarbij er geen reukvermogen (anosmie) is en waarbij het lichaam niet op natuurlijke wijze in de puberteit komt. Het syndroom is genoemd naar een Duitse geneticus Franz Josef Kallmann, die het syndroom in 1944 als eerste ontdekte. De afwijking komt voor bij 1 op de 10.000 mannen en ongeveer 1 op de 70.000 vrouwen.

## Ontstaan
Het syndroom van Kallmann ontstaat al voor de geboorte, doordat een gedeelte van de hersenen dat wordt gebruikt om te kunnen ruiken niet wordt gevormd. Ook is er geen verbinding tussen de hypothalamus en hypofyse. Het gevolg daarvan is dat de hypofyse geen signalen van de hypothalamus ontvangt en er geen LH en FSH wordt afgescheiden. De gevolgen van het niet afscheiden van het LH is dat er geen geslachtshormonen worden geproduceerd, waardoor de puberteit uitblijft. Ook is er sprake van onvruchtbaarheid.

## Symptomen
Het meest opvallende symptoom in de jonge jaren is het niet kunnen ruiken (Anosmie). Vaak is de smaak wel aanwezig, waardoor men wel kan proeven. Doordat de hormoonhuishouding niet in orde is, is er tijdens en na de periode dat de puberteit op zou moeten treden, een afwezigheid of vermindering van secundaire geslachtskenmerken.

## Diagnose
Vaak wordt het syndroom van Kallmann ontdekt wanneer een jongen of een meisje niet in de puberteit komt. De diagnose wordt vastgesteld door een specialist in de endocrinologie.
De klinische presentatie van een mannelijke patiënt met het syndroom van Kallmann gelijkt op deze van het klinefeltersyndroom. Een differentiaaldiagnose kan gemaakt worden op basis van de consistentie van de testes: bij beide syndromen zijn ze kleiner dan normaal, maar met een eerder weke consistentie bij het kallmannsyndroom, in tegenstelling tot een zeer harde consistentie bij het klinefeltersyndroom. Bovendien kan een serologische bepaling van gonadotropinen een onderscheid maken tussen beide ziektebeelden: waar de oorzaak van het hypogonadisme bij het klinefeltersyndroom gelegen is in de gonaden zelf, met dus een normale inhiberende respons op de hypothalamohypofysaire as (waar het gonadotropinevrijstellend hormoon (gonadotropin-releasing hormone, GnRH) uit de hypothalamus de hypofyse stimuleert tot secretie van de gonadotropinen, het luteïniserend hormoon (LH) en het follikelstimulerend hormoon (FSH)), uitgelokt door een verhoogde vrijlating van androgenen zoals testosteron uit de gonaden, ziet men bij een kallmannsyndroom klassiek een onderdrukking van de hypothalamohypofysaire respons op androgenen zoals testosteron. Zo meet men bij een klinefeltersyndroom een verhoogd serum-GnRH, terwijl dit klassiek verlaagd is bij het kallmannsyndroom. Men spreekt daarom van hypergonadotroop hypogonadisme, respectievelijk hypogonadotroop hypogonadisme. Tot slot vindt men bij karyotypering bij klinefeltersyndroom een verstoord aantal chromosomen (geslachtschromosomen zijn XX(X(X))Y in plaats van XY), terwijl men een normaal aantal chromosomen terugvindt bij het kallmannsyndroom.

## Genetica
Er werden reeds 4 genen gelokaliseerd die aanleiding kunnen geven tot het syndroom van Kallmann. Zo is er een recessieve afwijking op de korte arm van het X-chromosoom (Xp22.3) waar het KAL1 gen ligt. Bij vrouwen neemt het correcte X-chromosoom de taak over terwijl ze drager blijft, maar mannen hebben slechts 1 X-chromosoom zodat bij hen het syndroom tot uiting komt. Dit verklaart het verschil in incidentie tussen mannen en vrouwen. Een ander gen, KAL2, situeert zich op de korte arm van chromosoom 8 (8p12) en is dominant. Ook op de chromosomen 3 en 20 situeert men genen die aanleiding kunnen geven tot dit syndroom. Naar schatting 30% van de gevallen kunnen verklaard worden met bekende genetische afwijkingen.

## Behandeling
Behandeling vindt plaats door toediening van geslachtshormonen. Bij mannen is dit testosteron, bij vrouwen is dit progesteron en oestrogeen. Ook is vruchtbaarheidstherapie mogelijk, door een complexe toediening van pulsatiel GnRH. Als dit niet aanslaat of als de hypofysefunctie niet intact is kunnen gonadotrofinen (LH + FSH) worden gegeven.